# Salvador Revert
Salvador Revert Alfaro (Valencia, España, 22 de octubre de 1961) es un exfutbolista español. Se desempeñaba en posición de defensa. 
Procedente del CD Mestalla, debutó en Primera División con el Valencia CF el 23 de octubre de 1983 en un partido contra el Cádiz CF. Volvió a jugar con el filial a la siguiente temporada para volver al primer equipo en 1985. También jugó en el CD Tenerife.

## Clubes
| Club        | País   | Años        |
| ----------- | ------ | ----------- |
| CD Mestalla | España |             |
| Valencia CF | España | 1983 - 1984 |
| CD Mestalla | España | 1984-1985   |
| Valencia CF | España | 1985 - 1989 |
| CD Tenerife | España | 1989 - 1992 |

## Temporadas
| Temporada | Club        | Categoría        |
| --------- | ----------- | ---------------- |
| 1983/84   | Valencia CF | Primera División |
| 1984/85   | CD Mestalla | Tercera División |
| 1985/86   | Valencia CF | Primera División |
| 1986/87   | Valencia CF | Segunda División |
| 1987/88   | Valencia CF | Primera División |
| 1988/89   | Valencia CF | Primera División |
| 1989/90   | CD Tenerife | Primera División |
| 1990/91   | CD Tenerife | Primera División |
| 1991/92   | CD Tenerife | Primera División |